# 史上最強のバラエティ クイズ100万ボルト
クイズ100万ボルト（クイズ100まんボルト）は、1993年3月28日にテレビ朝日系列で放映された、単発スペシャルのバラエティ・クイズ番組である。正式タイトルは史上最強のバラエティ クイズ100万ボルト （しじょうさいきょうのバラエティ-）である。

## 概要
3月25日の電気記念日を記念し、電気にちなんだクイズを通して電気について考える、というバラエティ番組で3月28日19時30分～20時54分に放送された。電気事業連合会が全面協力している。
また、石原プロモーションが初めてバラエティ番組製作を本格的に手掛けた番組でもある。渡哲也、舘ひろし、神田正輝、峰竜太が出題フィルムに出演し、コントを演じた。視聴率は6.4%(関東地区。ビデオリサーチ調べ)だった。本作を最後に、石原プロは2004年放送の『西部警察 SPECIAL』までテレビ番組の製作活動から10年にわたり遠ざかることとなった。
2004年5月26日放送の「トリビアの泉」（フジテレビ）で「石原軍団のお笑い番組があった」として紹介され、銀の脳を獲得した。

## 内容

### スタジオパート
- 司会：山田邦子・関根勤
- 解答者：萩本欽一、髙田万由子、栗本慎一郎、井森美幸、布川敏和、三田寛子、川合俊一、細川ふみえ、ちはる、林家こぶ平（現:9代目林家正蔵）

実験実演クイズ：大槻義彦、笑福亭笑瓶

### ドラマパート
出題ドラマは石原プロのスタッフが製作を担当し、フィルム撮影で行われた。
全てのドラマに渡哲也、舘ひろし、神田正輝、峰竜太が出演している。

#### これが新時代の風・幕末扇風機異聞！！
猛暑しのぎをネタにした時代劇コント
- 島津公：神田正輝
- 西郷隆盛：渡哲也
- 商人・峰衛門：峰竜太
- 坂本龍馬：舘ひろし

#### 節電（セーブ）警察・太陽に吠える愛しの刑事
タイトルのとおり、「西部警察」のパロディ。また「太陽にほえろ!」や「愛しの刑事」もミックスされている。
放火事件・殺人事件・時限爆弾事件の３パートでクイズが展開された。
OPでは、西部警察のカースタントシーンや爆破シーンのフィルムがふんだんに使われていた。
- 大門刑事：渡哲也　角刈りのかつらを付け、久々に大門を演じた。
- 舘刑事：舘ひろし
- 神田刑事：神田正輝
- 谷川刑事：谷川竜
- 深江刑事：深江卓次
- 放火犯：秋山武史
- 殺人事件容疑者銭丸：御木裕

#### 北の国から・父ちゃんの大発明
北海道富良野の、ある貧しい家族の物語。「北の国から」のパロディ
渡哲也が田中邦衛のモノマネで父ちゃんを演じた。
神田正輝は黒板純ばりのナレーションをした。
- 父ちゃん：渡哲也
- 母ちゃん：峰竜太
- 息子：舘ひろし、神田正輝

#### 熱血社員発電所物語・103回目のプロポーズ
火力発電所を舞台にした恋愛ネタのコント。ノリピー語が飛び交うドラマだった。「101回目のプロポーズ」のパロティ
- 上司：渡哲也
- 上司の娘：酒井法子
- 上司の娘をめぐって争う社員：舘ひろし、神田正輝、峰竜太

## スタッフ
- 企画：小林正彦（石原プロモーション）、星裕夫（テレビ朝日）
- プロデューサー：岩崎純（石原プロモーション）、青山幸光（テレビ朝日）
- プロデューサー補：天笠ひろ美
- ディレクター：新里幸久、鴨井義明
- 広報：池田慶介（テレビ朝日）
- 製作：テレビ朝日、石原プロモーション

### ドラマパート
- 監督：江崎実生
- ナレーター：小林清志
- 撮影：金宇満司
- 照明：椎野茂
- 録音：佐藤泰博
- 編集：鍋島惇
- 記録：高津省子
- 助監督：芝山隆二
- キャスティング：小島克己
- 制作担当：薮下隆
- 音楽担当：鈴木清司
- 音響効果：斉藤昌利（東洋音響カモメ）
- 整音：小峰信雄
- スタジオ：東映京都撮影所・日活撮影所

### スタジオパート
- 構成：鵜沢茂郎、鶴間政行、太田一水、吉田典正
- SW：本郷勝則
- カメラ：古橋稔
- 音声：中村政夫
- 照明：菅原祐
- 美術：北原國彦
- 美術進行：内村和裕
- 大道具：椎葉寿
- 小道具：上野敏秋
- 特殊装置：テルミック
- 電飾：石原一男
- タイトル：宍戸淳一
- メイク：竹村全代
- 編集：鼻岡規夫（ビデオ・パック・ニッポン）
- MA：福地直美（ビデオ・パック・ニッポン）
- 音効：岡田貴志（マジカル）
- TK：野口かず実
- 技術協力：テイクシステムズ、ヒートワン
- 美術協力：テレビ朝日クリエイト
- 製作協力：太田プロダクション、ザ・ワークス